# Догони
Догоните са група от хора, живеещи в централното плато на Мали, на юг от завоя на река Нигер близо до града Бандиагара в региона на Мопти. Населението наброява 300 000 души. Догоните са добре познати с митологията си, танцовите си маски, дървени скулптури и архитектурата си. През миналия век се наблюдават големи промени в социалната организация, материалната култура и вярванията на догоните, отчасти защото Догонската страна е една от най-големите атракции на Мали.

## География и демография
Основната догонска зона е разсечена от Бандиагарския склон, урва от пясъчен камък, висока около 500 м и разпростираща се по дължина около 150 км. Югоизточно от склона се намират пясъчната равнина Сено-Гондо, а северозападно от него се намират Бандиагарските планински местности.

## Култура и религия
Повечето от догоните изповядват анимизъм, включващ прародителския дух Номмо, с неговите празници и вярването в Сириус. Значително малцинство от догоните изповядват исляма, а някои са били покръстени от мисионери в християнството.
Догоните записват родословието си чрез патрилинейна система. Всяка догонска група или общност се води от старейшина от мъжки пол. Този водач е най-старият жив син на прародителя на местното разклонение на фамилията. В тази патрилинейна система омъжените двойки поддържат моногамен живот, въпреки че полигамията също е позната.
Догоните са една от многото африкански етнически групи, които практикуват женското обрязване.
Догоните се прехранват от земеделие и отглеждат просо, сорго и ориз, както и лук и някои други зеленчуци. Също така отглеждат овце и кокошки. Зърното съхраняват в хамбари.
Селището на догоните има формата на човешко тяло. На мястото на „главата“ е разположен дома на духовния им вожд. „Домът на словото“ е там, където трябва да се намира човешкото сърце. В него покривът се носи от големи тотемни стълбове. Там, където трябва да са вените на човешкия организъм са разположени домовете на хората от племето. До всяка къща има хамбар със сламен покрив.

## Езици
Догонският език често е смятан за единствен език. На практика съществуват поне пет групи от диалекти . Погледнато отвътре, семейството от догонски диалекти е изключително многообразно и много разновидности не са взаимно разбираеми.
Общо взето се смята, че догонските езици произхождат от конго-нигерския тип езици, но мястото им в тази група от езици не е много сигурно. Догонската група е свързвана както с манде подсемейството, така и с гур. В един неотдавнашен обзор на конго-нигерския тип, догонският се смята за независимо разклонение преди волта-конгоанското .

## Митология
През 1975 г. американският писател Робърт Темпъл публикува книгата Загадката Сириус, в която излага изследванията на френските антрополози Марсел Гриол и проф. Дитерлен от 30-те години на XX век, които твърдят, че са открили астрономически познания в догонската митология. В основите на догонската космогония и космология е звездата Сириус, която догоните наричали По Толо. Тази звезда била най-важната в Млечния път и в цялата Вселена. След астрономически и антроположки изследвания се оказва, че всички тези трудове са мистификация.
Догоните били описвали Вселената като „безкрайна, но измерима“, и пълна с много иало уло, или звездна система, включително тази, съдържаща нашето Слънце.
Догонските възприятия за Вселената били включвали също твърдения, че по-голямата част от Вселената е част от „външната“ звездна система, докато по-близо до Земята е „вътрешната“ звездна система. Звездите във „вътрешната“ система включват много, които оказват ефект върху живота на Земята и играят важна роля в човешката история, включващи не само Сириус, но също и Орион, Плеяди и други.
Една етническа група, живееща близо до догоните – Бозо – била имала подобна митология, включваща Сириус на небето, към който се обръщали с „Окото звезда“.
Робърт Темпъл, в неговата книга от 1975 г., отделя специално внимание на догоните в подкрепа на своята теория за палеоконтакта. Темпъл твърди, че при интервюто си с догоните е открил, че племето разполага с информация за Сириус и неговата звезда-спътник, Сириус B, която също взема участие в ритуалите им. Тъй като Сириус B е невидима без телескоп, а догоните не са имали телескопи и не са били технологично напреднали, Темпъл твърди, че единственият начин племето да се е сдобило тези знания за Сириус B е в контакт с напреднала цивилизация. Ето защо, заключава Темпъл, извънземни са запознали догоните с техния дом и са ги посветили в тайните си.
След излизането на книгата на Темпъл, много учени провеждат изследвания върху книгата на Темпъл, и стигат до заключение, че книгата е блестящ опит за мистификация.
- Астрономът Карл Сейгън в книгата си Broca's Brain (1979) споделя, че има много проблеми в хипотезата на Темпъл. Като пример Сейгън споменава, че догоните изглежда имат информация за друга планета отвъд Сатурн, която има пръстени, което подсказва, че знанията им имат европейски, а не извънземен произход.

- Друг астроном, Иън Ридпат, издава статия в Skeptical Enquirer (1978), сочеща няколко грешки в книгата на Темпъл. Ридпат установява, че знанията за Сириус най-вероятно са почерпани от европейски източници.

- Джеймз Оберг изказва няколко твърдения относно догонската митология в шеста глава от неговата книга през 1982 UFO's and other Other Space Mysteries (откъс от главата на: ). Според Оберг астрономичните познания на догоните напомнят много на знанието и спекулациите на европейското познание за астрономията през късния период на двадесетте години на миналия век. Може би догоните са се сдобили с тези знания, включително информацията за Сириус, от европейски посетители преди изобщо митологията им да бъде разкрита през тридесетте. Оберг също споменава, че догоните не са били изолирано племе, че някои от тях много лесно биха се сдобили с това познание в други страни, отнасяйки го после обратно в племето. През целия този период до пристигането на Темпъл през седемдесетте догоните са имали достатъчно време, за да се запознаят със западния свят и да включат Сириус B в своята религия.

- От твърденията на Темпъл излизало, че в звездната система на Сириус имало и трета звезда, каквато е била наблюдавана през 20-те години на XX век. По-късно обаче се оказало че тази звезда не е част от звездната система Сириус, а е друга звезда, която случайно се проектира на небето близо до Сириус. Това позволява точно да се датира моментът, в който догоните са почерпили знания за Сириус от европейската наука: през 20-те години на XX век, когато се е смятало, че в системата Сириус има трета звезда.

### За народа
- ((en)) Marcel Griaule: Conversations With Ogotemmeli: An Introduction To Dogon Religious Ideas.  1st. ed. 1965. ISBN 0-19-519821-2
- ((fr)) Marcel Griaule: Dieu d'eau. Entretiens avec Ogotemmêli. (1966) Ed Fayard. ISBN 2-213-59847-9 (оригиналната книга на френски на Гриол (издадена през 1948 г.) за неговите разговори с Оготемели)
- Bedaux, R. & J.D. van der Waals (eds.) (2003) Dogon: mythe en werkelijkheid in Mali [Dogon: myth and reality in Mali]. Leiden: National Museum of Ethnology.
- ((en)) Morton, Robert (ed.) & Hollyman, Stephenie (photographs) & Walter E.A. van Beek (text) (2001) Dogon: Africa's people of the cliffs. New York: Abrams. ISBN 0-8109-4373-5
- ((fr)) Wanono, Nadine & Renaudeau, Michel (1996) Les Dogon (photographs by Michel Renaudeau; text by Nadine Wanono). Paris: Éditions du Chêne-Hachette. ISBN 2-85108-937-4
- ((fr)) Изд. Petit Futé. Mali 2005 – 2006 ISBN 2-7469-1185-X
- ((fr)) Sékou Ogobara Dolo: La mère des masques. Un Dogon raconte. (2002) Eds. Seuil ISBN 2-02-041133-4
- ((fr)) Gerard Beaudoin: Les Dogon du Mali (1997) Ed. BDT Développement. ISBN 2-9511030-0-X

### За езиците
- ((fr)) Bertho, J. (1953) 'La place des dialectes dogon de la falaise de Bandiagara parmi les autres groupes linguistiques de la zone soudanaise,' Bulletin de l'IFAN, 15, 405 – 441.
- ((en)) Blench, Roger (2001) 'A Survey of Dogon languages in Mali: Overview' Архив на оригинала от 2007-09-13 в Wayback Machine.. Посетен на 26 юни 2005.
- ((en)) Hochstetler, J. Lee, Durieux, J.A. & E.I.K. Durieux-Boon (2004) Sociolinguistic Survey of the Dogon Language Area. SIL International. online version
- ((en)) Williamson, Kay & Blench, Roger (2000) 'Niger-Congo', in Heine, Bernd and Nurse, Derek (eds) African Languages – An Introduction. Cambridge: Cambridge University press, pp. 11 – 42.

### Догонско изкуство и погребални маскаради
- ((en)) Laude, Jean. African Art of the Dogon: The Myths of the Cliff Dwellers (New York: The Viking Press 1973).
- ((en)) Davis, Shawn R. Dogon Funerals in African Art; Summer 2002, Vol. 35 Issue 2

### Спорът за Сириус
- Temple, Robert (1998 {rev. exp.}) The Sirius Mystery.
- Oberg, James (1982) UFOs and Outer Space Mysteries.
- Люк Скрентън. Тайните знания на догоните. С., Литера Прима, 2010, 160 pp.